# Conférence des évêques catholiques de Biélorussie
La Conférence des évêques catholiques de Biélorussie ou du Bélarus (en biélorusse : Канферэнцыя Каталіцкіх Біскупаў у Беларусі, abrégé ККББ ; en latin : Conferentia Episcoporum Catholicorum Bielorussiae) est une conférence épiscopale de l’Église catholique qui réunit les ordinaires de rite latin de Biélorussie.
Son président participe au Conseil des conférences épiscopales d’Europe (CCEE), avec une petite quarantaine d’autres membres.

## Historique
La Biélorussie obtient son indépendance de l’URSS en 1991 ; l’Église recommence alors à s’organiser sur le territoire. Mais là où pour la plupart des anciennes républiques socialistes une conférence épiscopale est créée rapidement, la situation de l’Église est plus dégradée en Biélorussie. La Conférence des évêques catholiques de Biélorussie n’est acceptée par le pape Jean-Paul II que le 28 novembre 1998, et son assemblée constituante n’a lieu que le 11 février 1999 ; elle est enregistrée auprès de l’État biélorusse le 6 mai suivant. La troisième visite ad limina apostolorum des évêques biélorusses au pape se déroule du 11 au 17 décembre 2009.

## Membres

### Assemblée prénière
La conférence est constituée de l’archevêque de Minsk-Moguilev et des évêques des trois diocèses suffragants, y compris les évêques auxiliaires. Elle compte en 2022 sept membres :
- Aleh Butkewitsch (be) (Алег Буткевіч), évêque de Vitebsk ;
- Antoni Dziemianko (be) (Антоній Дзям’янка), évêque de Pinsk ;
- Aleksandr Jaschewski (be) (Аляксандр Яшэўскі), évêque auxiliaire de l’archidiocèse de Minsk-Moguilev ;
- Juryj Kassabuzki (be) (Аляксандр Кашкевіч), évêque auxiliaire de l’archidiocèse de Minsk-Moguilev ;
- Aleksander Kaszkiewicz (be) (Аляксандр Кашкевіч), évêque de Hrodna ;
- Iosif Staneuski (be) (Іосіф Станеўскі), archevêque de Minsk-Moguilev ;
- Kazimierz Wielikosielec (be) (Казімір Велікаселец), évêque auxiliaire de Pinsk.

Les évêques émérites peuvent être invités, mais leur voix n’est pas comptée dans les votes. On trouve :
- Władysław Blin (be) (Уладзіслаў Блін), évêque émérite de Vitebsk ;
- Tadeusz Kondrusiewicz (be) (Тадэвуш Кандрусевіч), archevêque émérite de Minsk-Moguilev, encore présent en 2022 aux réunions en raison de son implication dans différentes fonctions de la conférence[5].

Le nonce apostolique en Biélorussie (en), Ante Jozić, est également invité.

### Présidents
Le président est en 2022 Aleh Butkewitsch (be) (Алег Буткевіч), évêque de Vitebsk, depuis le 14 avril 2021,. Il était précédemment vice-président.
Il y a également eu :
- Casimir Świątek (Казімір Свёнтэк), du 11 février 1998[3] au 14 juin 2006[7], date de son retrait pour raison d’âge[2] ;
- Aleksander Kaszkiewicz (be) (Аляксандр Кашкевіч), précédemment vice-président[7], du 14 juin 2006[2] au 3 juin 2015[7] ;
- Tadeusz Kondrusiewicz (be) (Тадэвуш Кандрусевіч), précédemment vice-président[7], du 3 juin 2015 au 3 janvier 2021[7], date de son retrait pour raison d’âge[8].

### Vice-présidents
Le vice-président est en 2022 Aleksander Kaszkiewicz (be) (Аляксандр Кашкевіч), évêque de Hrodna, depuis le 14 avril 2021,. Il a déjà précédemment été vice-président, ainsi que président.
Il y a également eu :
- Aleksander Kaszkiewicz (be) (Аляксандр Кашкевіч)[précision nécessaire], jusqu’au 14 juin 2006[2], devenu ensuite président de la conférence[7] ;
- Władysław Blin (be) (Уладзіслаў Блін), à partir du 14 juin 2006[2][précision nécessaire] ;
- Tadeusz Kondrusiewicz (be) (Тадэвуш Кандрусевіч), du 14 juin 2006[réf. nécessaire] au 3 juin 2015[7], devenu ensuite président de la conférence[7] ;
- Aleh Butkewitsch (be) (Алег Буткевіч), du 3 juin 2015[réf. nécessaire] au 14 avril 2021[7], devenu ensuite président de la conférence[7].

### Secrétaires généraux
Le secrétaire général est en 2022 Juryj Kassabuzki (be) (Аляксандр Кашкевіч), évêque auxiliaire de l’archidiocèse de Minsk-Moguilev, depuis le 10 novembre 2021 ; il est épaulé d’un chanoine, Juryj Sanko (Юрый Санько).
Il y a également eu :
- Antoni Dziemianko (be) (Антоній Дзям’янка)[précision nécessaire], jusqu’au 3 juin 2015 ;
- Iosif Staneuski (be) (Іосіф Станеўскі), du 3 juin 2015 au 10 novembre 2021[9].

## Sanctuaires
La conférence épiscopale a désigné un sanctuaire national,, la basilique Notre-Dame-de-l’Assomption de Boudslaw,, le 2 juillet 1998.